# Орловский речной трамвай (прогулочные теплоходы)

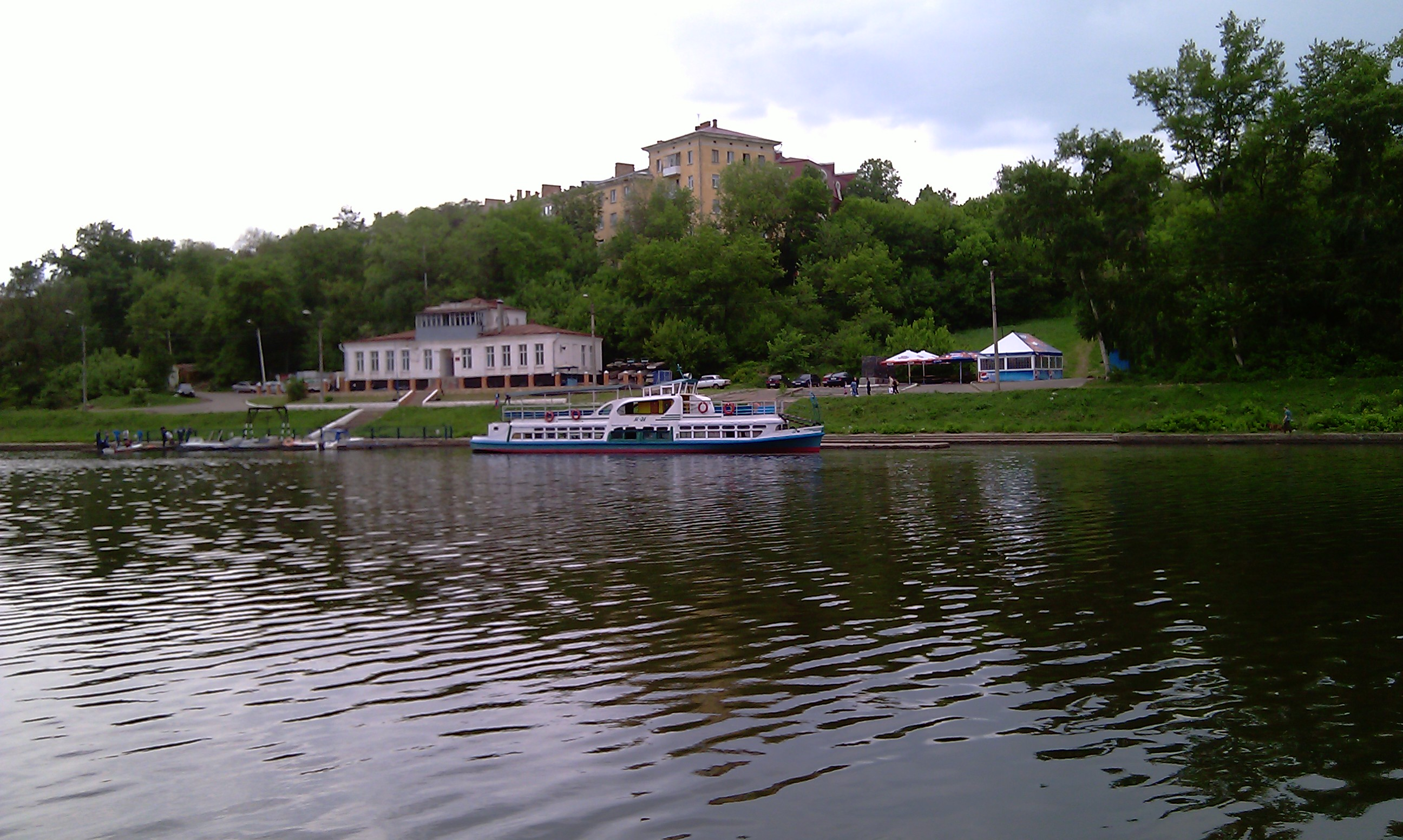
Прогулочный теплоход М-21 типа "Москвич" у речной пристани г. Орла

Водный общественный транспорт (речные трамваи) — ранее один из видов транспорта города Орла, в большей мере являющийся прогулочно-экскурсионным, нежели общественным пассажирским транспортом. Он представлял собой один маршрут плавания по реке Оке, имеющий разновидности в праздничные дни и при работе по заказу. Оператором Орловских рейсовых речных трамваев является МУП «Трамвайно-троллейбусное предприятие». По информации местных СМИ, все орловские теплоходы типа "Москвич" были утилизированы в августе 2022 года. Теплоход типа "Заря" был выставлен на продажу в июне 2023 года.

## Маршрутная сеть
В настоящее время навигация речного трамвая по Оке осуществляется по одному маршруту:
| Маршруты плавания речного трамвая | Маршруты плавания речного трамвая | Маршруты плавания речного трамвая | Маршруты плавания речного трамвая |
| №                                 | Маршрут                           | Примечание                        |                                   |
| --------------------------------- | --------------------------------- | --------------------------------- | --------------------------------- |
| А                                 | ЦПКиО — Лужки — ЦПКиО             | ежедневная трасса плавания        |                                   |
| В                                 | Стела — плотина ТЭЦ               | два раза в год: 9 мая и 5 августа |                                   |
| С                                 | ЦПКиО — парк Ботаника — ЦПКиО     | по заказу и в праздничные дни     |                                   |

В 1971 году Орловский речной трамвай имел маршрут: «Парк культуры(ЦПКиО) — Парк „Ботаника“», и задумывался изначально для связи двух городских парков культуры. В настоящее время данный маршрут в будние дни несколько укорочен: «ЦПКиО — Лужки», и не доплывает до южных границ города, что обусловлено фактическим переходом на прогулочно-экскурсионный режим работы. В период праздничных мероприятий осуществляется плавание «ЦПКиО — Парк Ботаника» и «Стелла — плотина ТЭЦ».

## Способ оплаты проезда
Средства оплаты проезда в речном трамвае: абонементный билет на один заплыв (АБЗ). В пределах административной границы Орла действует одна тарифная зона. Абонементный билет на один заплыв даёт право на одно плавание по одному маршруту на всём его протяжении от одной конечной пристани до другой. В праздничные дни при плавании по нескольким маршрутам в случае пересадки на другой маршрут требуется приобретение нового билета. Билет приобретается в киоске на пристани «Детский парк» за 30 минут до отправления теплохода. Оплата наличными. Билет требуется сохранять до конца плавания.

## Пристани
Отплытие речных трамваев осуществляется от пристани «Детский парк», здесь же производится и продажа абонементных билетов. Отплытие осуществляется по расписанию только при наличии 10 и более пассажиров на борту. В пути следования речные трамваи способны по требованию пришвартоваться к:
- набережной Дубровинского — «Театр кукол»
- «Стрелке»
- набережной Дубровинского у Трансагентства — «Универмаг»
- у «Центрального рынка»
- в районе затона — «Половец»
- у Лужковского моста — «Лужки»

В праздничные дни при заплыве к плотине ТЭЦ речные трамваи способны пришвартоваться у Монастырки, где имеется кемпинг на берегу реки.

## История
Идея организации движения теплоходов по реке Оке впервые родилась в 1970 году в стенах Орловском горисполкома. Главными энтузиастами дела выступили тогдашний начальник горкоммунхоза Г. И. Державин и председатель горисполкома Благов. Осенью 1970 года в Московском речном пароходстве был приобретён прогулочный теплоход М-21 типа «Москвич», вместимостью 150 пассажиров, прошедший перед этим капитальный ремонт. Той же осенью он дошёл своим ходом по Оке до Калуги, где и зазимовал. Как только наступила весна, М-21 своим ходом добрался до Орла. В черте города речной теплоход был по суше транспортирован к плотине ТЭЦ, за которой и был спущен на воду искусственно поддерживаемого плотиной более глубоководного участка реки Ока, где ему и предстояло работать. Поскольку с самого начала речным трамваям было предопределено выполнять функции общественного транспорта, они были включены в состав Орловского трамвайно-троллейбусного предприятия, где был образован участок теплоходов. Таким образом, Орловское ТТП стало первым в Советском Союзе предприятием пассажирского электротранспорта, эксплуатировавшим речные прогулочные теплоходы (позже в СССР эксплуатировать речные трамваи стало Троллейбусное управление в Тернополе).

Движение речного трамвая по Оке и его первая навигация открылось 5 мая 1971 года и продолжалось по 9 ноября 1971 года по маршруту: «Детский парк — Парк „Ботаника“». Стоимость проезда в первую навигацию составляло 20 копеек. Для стоянки теплоходов и их обслуживания требовалась специализированная база. В качестве таковой был выбран небольшой затон на окраине города в районе Лужки. В нём был обустроен причал для текущего ремонта и отстоя в зимний период между навигациями. Затон был огорожен, в нём установили бытовки для команды из списанных троллейбусов ЗиУ-5д. Со временем на территории базы появились и капитальные строения.

В 1973 году были приобретены ещё два теплохода типа «Москвич» М-267 и М-228, в 1975—1976 годах — ещё два, того же типа (М-251 и М-184). В 1981 году в Орёл был доставлен ещё один речной прогулочный теплоход типа «Заря». Ввиду особенностей, более низкой посадки, данное судно было способно доплывать вверх по Оке до деревни Шахово (от которой и начинался глубоководный участок реки). В 1980-е годы был приобретён ещё и катер «Амур-2». В 1990-е годы был списан теплоход М-228, и его разобрали на запчасти, используемые для эксплуатируемых судов (остов этого теплохода долго стоял на берегу реки, рядом с затоном, пока не был сдан на металлолом в 2000-е годы).

Начиная с 1990-х годов, речной трамвай в Орле постепенно перестал выполнять роль общественного транспорта и перешёл в экскурсионно-прогулочную нишу. Этому способствовало и закрытие в 1990-е годы парка культуры и отдыха «Ботаника», после чего основную часть пассажиров речных трамваев стали составлять дачники соседних с бывшим парком садоводческих товариществ. Организация напротив бывшего парка «Ботаника» новой городской зоны отдыха у озера «Светлая жизнь» не вернула речным трамваям былого пассажиропотока, поскольку большинство отдыхающих предпочитали, перейдя через построенный мост, добираться до центра города обычным трамваем.

## Пассажироперевозки
- 1985 — 68,5 тыс. пассажиров
- 1986 — 80 тыс. пассажиров
- 1988 — 69,2 тыс. пассажиров
- 1992 — 36,4 тыс. пассажиров

## Современное состояние
Все теплоходы "Москвич" были утилизированы в августе 2022 г. Теплоход "Заря" выставлен на продажу. Навигацию осуществляет только частная компания на судах с малым водоизмещением.

## Ситуация с лицензией

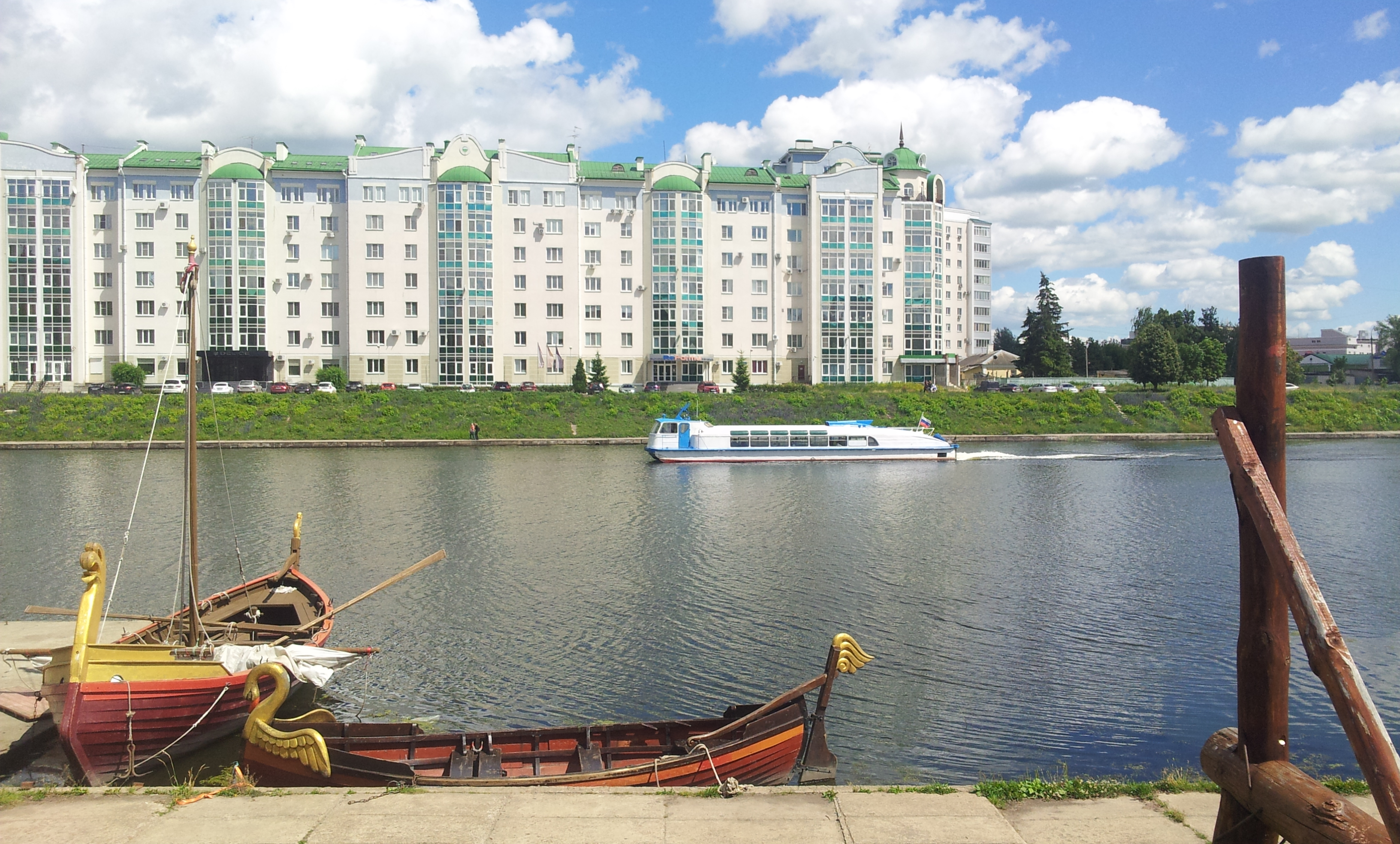
Теплоход «Заря» на Оке в Орле. 2014 г.

Перед сезоном навигации 2013 года появились сообщения о проблемах с регистрацией орловских речных теплоходов в Российском Речном Регистре. Дело в том, что с 2013 года в связи с катастрофой судна «Булгария» были ужесточены требования, предъявляемые к освидетельствованию речных судов. Теперь правилами предписывается обязательный осмотр корпуса и днища судна, для чего необходимо его поднять из воды на высоту около одного метра. У МУП ТТП, на чьём балансе и находятся речные трамваи такого спецоборудования нет и не может выполнить это требование. По предварительным расчётам, проект судоподъёмного устройства (слипа) и его изготовление обойдётся в сумму не менее 10 млн рублей. Мэр Орла и председатель городского Совета Сергей Ступин, а также глава администрации города Михаил Берников своевременно и письменно были поставлены в известность о существующей проблеме. В обращениях к руководству города особо указывалось, что вопрос по строительству слипов нужно решать срочно.
Срок окончания лицензии у 4 теплоходов «Москвич» истёк 31 мая 2013 года. Руководство МУП ТТП объявило, что в связи с этим возник небывалый ажиотаж на заказы речных трамваев. Руководство же города, дало совет ТТП просить у речного регистра отсрочку на осмотр судов, пока не будет готов слип. Руководство ТТП сообщило, что в самом крайнем случае для навигации готовится прогулочный теплоход «Заря».
В настоящее время 4 теплохода типа «Москвич» находятся на затоне и не выходят в рейсы из-за отсутствия лицензии Речного Регистра. С началом сезона навигации 2014 года был расконсервирован прогулочный катер «Заря». Он благополучно получил лицензию Речного Регистра, для чего были использованы два подъёмных крана, которые были пригнаны на затон и использованы для подъёма «Зари» (весом 16 тонн) на требуемую высоту. Тем же способом поднять «Москвичи» весом свыше 40 тонн попросту невозможно. С мая 2014 года «Заря» вышла на Оку.
В начале 2014 года директор МУП «ТТП» Александр Коровин просил городскую администрацию срочно выделить средства для строительство слипа, угрожая тем, что в ином случае Речной Регистр прикажет «корабли вытащить на берег и порезать». Администрация города Орла во главе с мэром Сергеем Ступиным пошла навстречу и выделила 3 млн. рублей из городского бюджета, а также ещё 3 млн сняло из заложенных денег на реставрацию регионального памятника архитектуры «Дом Лизы Калитиной», находящийся в ландшафтном парке «Дворянское гнездо». Однако руководство «ТТП» в лице директора Александра Коровина почти 5 млн из выделенных денег на проектирование и строительство слипа пустило на покупку новой вышки контактной сети на базе грузовика ЗиЛ. Таким образом на работах по сооружению устройства, без которого теплоходы не могут выйти на Оку даже не приступили к этапу проектирования, несмотря на выделенные с большим трудом администрацией города средства именно на спасение орловских речных трамваев.
За 3 года прошедшие с аннулирования лицензии Речного Регистра ситуация изменилась мало, орловские теплоходы типа «Москвич» по прежнему стоят в затоне. Средства городской администрацией после траты «ТТП» выделенных денег на другие нужды больше не выделяются и судьба «Москвичей» очень туманна. Для навигации в 2016 году Речной Регистр предъявил требование к катеру «Заря» в виде установки системы пожаротушения в машинном отделении.
В апреле 2016 года городская администрация в лице главы Андрея Усикова и вовсе предложила ТТП продать теплоходы, являющимися одной из визитных карточек города. Начальник управления муниципальной собственностью УМИЗ Михаил Кузнецов же сначала обсчитался с количеством теплоходов (в Затоне стоит 4 Москвича и 1 Заря), а затем высказался, что «речи о самоокупаемости не идёт и экономическая целесообразность капитального ремонта теплоходов данной серии сомнительна», несмотря на то, что в последние годы эксплуатации речные трамваи приносили ТТП небольшие, но доходы, в отличие от других визитных карточек города, как например топиарные фигуры вообще не приносящих дохода, но забирающие немалую часть средств из бюджета каждый год, а также то, что теплоходы данной серии эксплуатируются во многих городах страны именно с этой целью.
В 2023 году по информации от местных СМИ все 4 орловских теплохода "Москвич" были распилены на металл в августе 2022 года, не смотря на то,  что 2 из них были еще в хорошем состоянии. Это подтверждается и спутниковыми снимками, на которых затон опустел. Теплоход "Заря" в июне 2023 был выставлен на торги.

## Частный перевозчик
В то время как у МУП «ТТП» возникали проблемы с выпуском теплоходов в навигацию, в городе появился альтернативный частный перевозчик - компания «Водный мир». Её суда гораздо скромнее и меньше, чем "Заря" и тем более "Москвичи", но зато они выходили на Оку каждую навигацию. Самые крупные суда, имеющиеся в распоряжении компании это понтонный катер "Орлик", рассчитанный на 13 пассажиров и катер "Афалина", рассчитанный на 35 пассажиров.
По информации от местных СМИ в 2020-м году компания «Водный мир» хотела приобрести у МУП "ТТП" ветшающие в затоне "Москвичи" для последующего ремонта и эксплуатации, однако в администрации навстречу частнику не пошли.